# レギオトラム (カッセル)
レギオトラム（ドイツ語: RegioTram）は、ドイツの都市・カッセルと周辺都市を結ぶトラムトレインの名称。カッセル市内の路面電車であるカッセル市電とドイツ鉄道の間で直通運転を行っており、2022年現在はカッセル交通会社とヘッセ州鉄道が半数ずつ株を所有するレギオトラム社（RegioTram Gesellschaft mbH、RTG）による運営が行われている。

## 歴史
1990年代から検討が進められたカッセルのトラムトレインのうち、最初に営業運転を開始したのは2001年のカッセル中央駅（Kassel Hauptbahnhof） - ヴァールブルク（Warburg）間であった。ただし開通当初は路面電車区間（カッセル市電）への直通運転は行っておらず、車両もザールブリュッケンのトラムトレインであるザールバーンから借用する形がとられた。この運行形態については、2005年以降営業運転に投入されたレギオトラム独自の車両「レギオシタディス」によって解消され、従来の車両はザールバーンへと返却されている。
その後、2006年1月に鉄道線から転換したカッセル市電のロッセタール線の速達系統として、一部に非電化区間を含む系統の営業運転が開始され、路面電車区間への本格的な直通運転が始まった。続いて同年中にカッセル南部のメルズンゲン（Melsungen）、ヴォルフハーゲン（Wolfhagen）方面の設定も行われている。
翌2007年にはカッセル中央駅の再建工事が行われ、カッセル市電からの直通運転が可能な構造の半地下ホームが完成した事により、レギオトラムのカッセル側の起点が路面電車の電停へと改められた。また同年にはスヴァルムシュタット・トレイザ（Schwalmstadt-Treysa）方面の系統も開通した一方、ロッセタール線を経由する速達系統については時間短縮効果が僅か数分と薄かったため同年に廃止された。
その後数年間は新駅の増設や線形改良など利便性の向上に重点が置かれたが、2013年以降実施された路面電車の増発に伴う車両運用の都合から、スヴァルムシュタット・トレイザ方面の系統についてはヘッセ州鉄道が導入する鉄道線用の大型車両（FLIRT）に置き換えられる事となり、2015年以降レギオトラムは3系統（ヴァールブルク方面、メルズンゲン方面、ヴォルフハーゲン方面）のみの運用となっている。

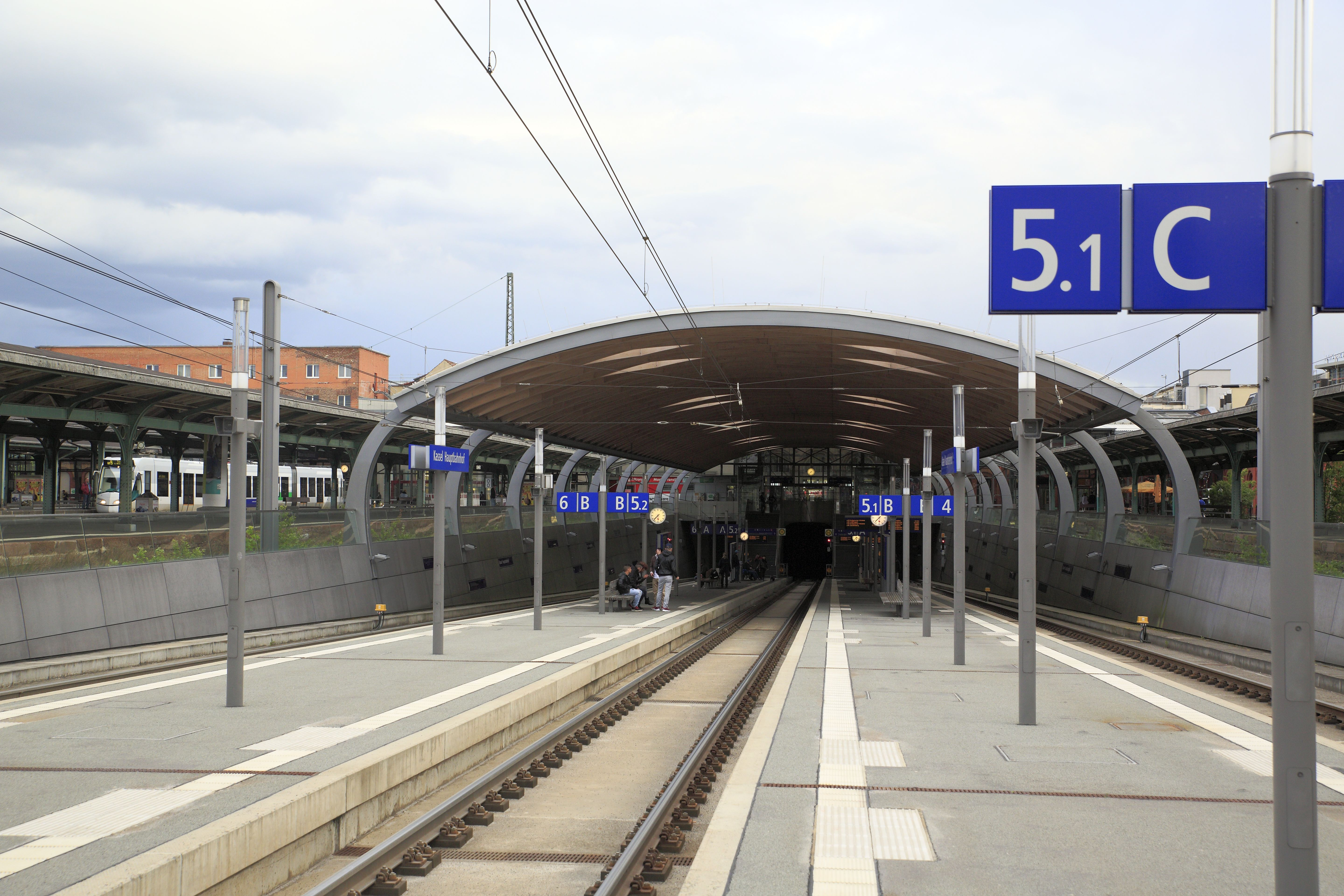
カッセル中央駅のレギオトラム用ホーム（2014年撮影）
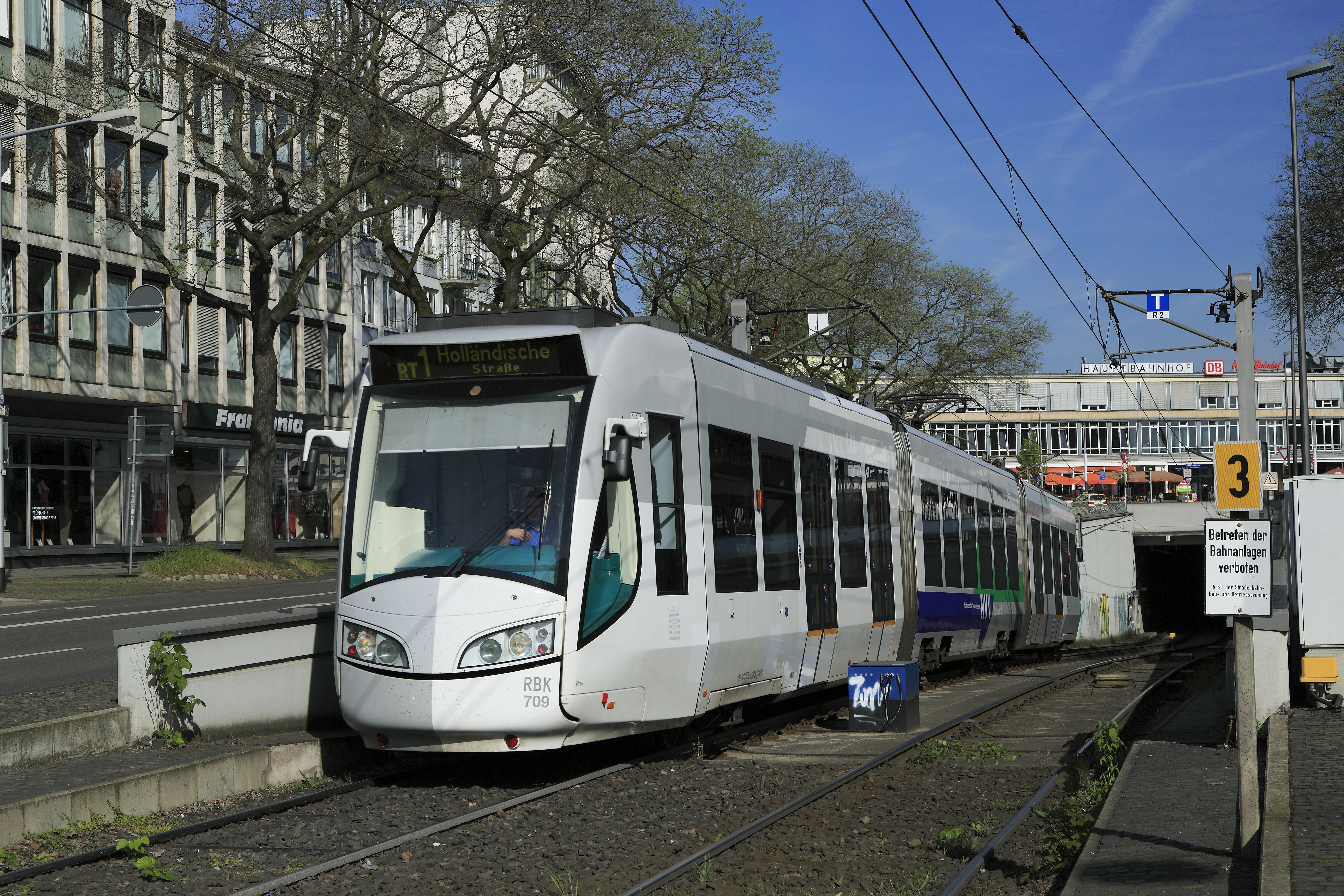
地下区間のランプを走行するレギオシタディス（2016年撮影）
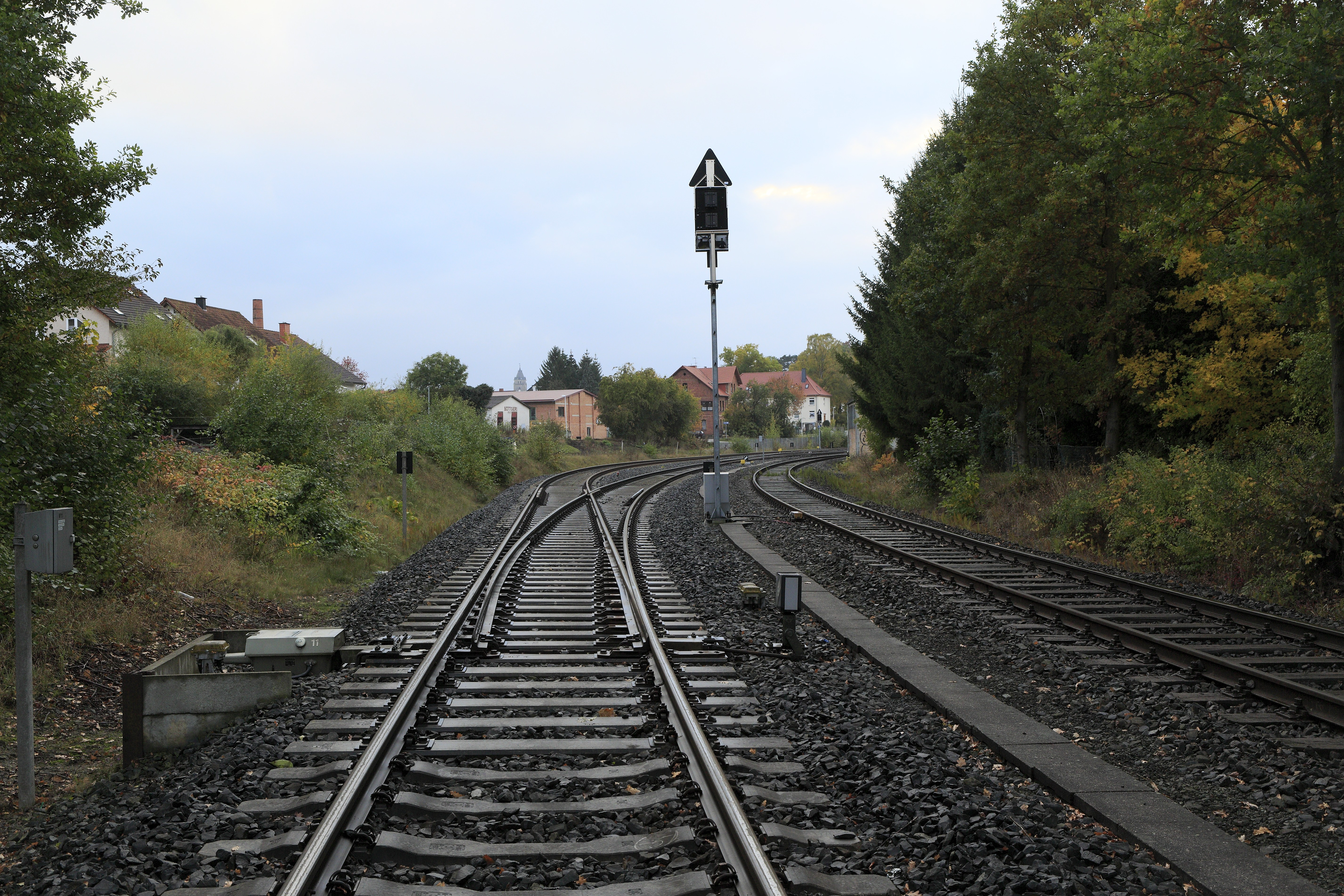
ヴォルフハーゲン方面の非電化区間（2016年撮影）

## 系統
前述の通り、2022年時点でカッセルのトラムトレインは以下の3系統が存在する。
| 系統番号 | 経路                                                | 備考                           |
| -------- | --------------------------------------------------- | ------------------------------ |
| RT1      | Hofgeismar-Hümme - Kassel Hbf - Holländische Straße |                                |
| RT2      | Wolfhagen - Kassel Hbf - Holländische Straße        | 鉄道線の一部に非電化区間が存在 |
| RT4      | Melsungen - Kassel Hbf - Auestadion                 |                                |

## 車両

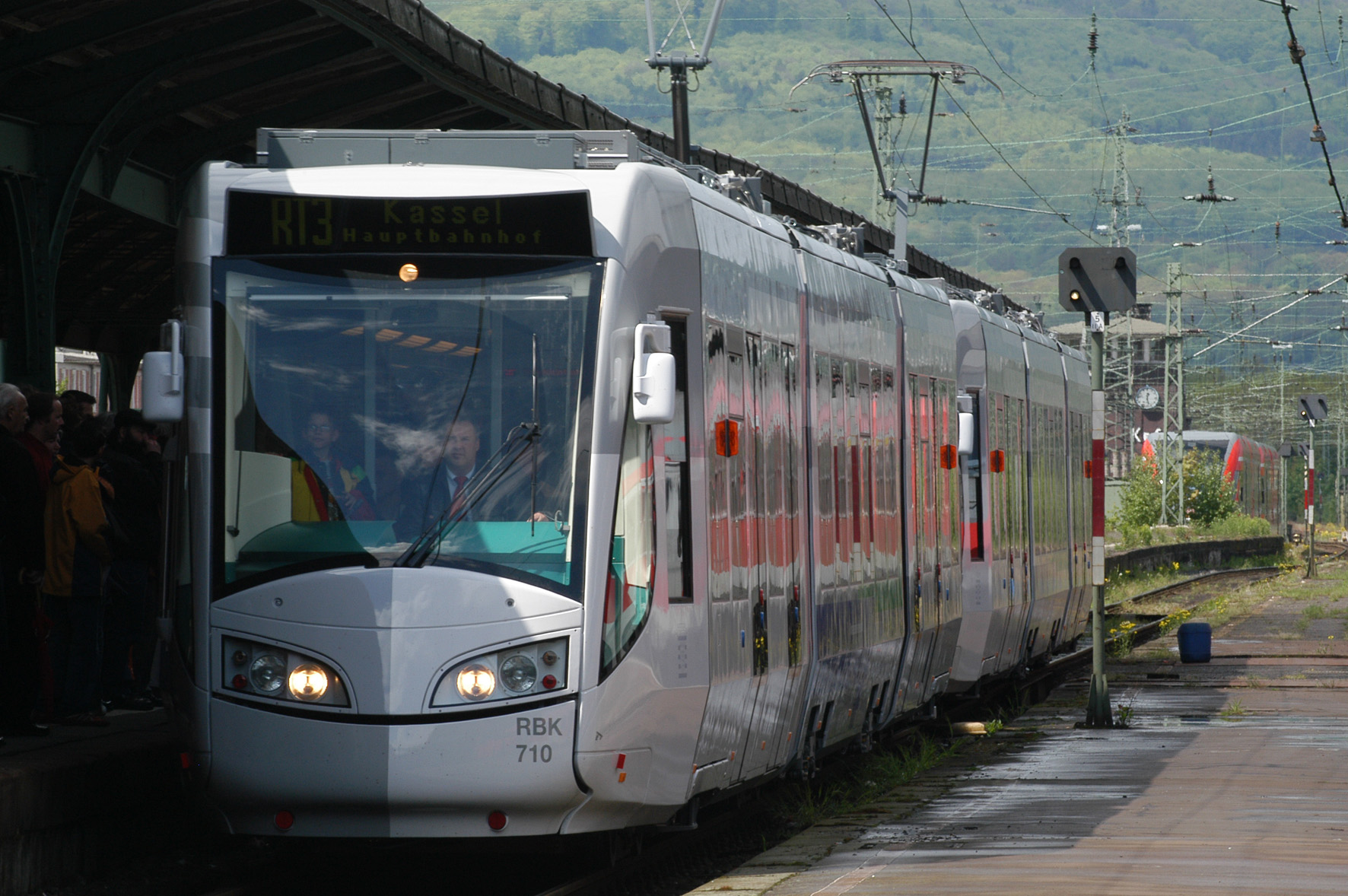
レギオシタディス（2005年撮影）

2022年現在、レギオトラムの各系統で使用されているのは、アルストムが開発・展開したトラムトレイン用車両のレギオシタディスである。2005年の本開業に向けて2004年から同年にかけて28両が製造された3車体連接車で、うち18両（701 - 718）は路面電車区間（直流600 V）と鉄道区間（交流15,000 V）双方の電圧に適合した交直流車両である一方、10両（751 - 760）は路面電車区間から非電化区間への直通を可能とし、屋根上にディーゼルエンジンを搭載したバイモード車両となっている。営業時は連結運転も行っており、多客時には鉄道区間で最大3両編成、路面電車区間で2両編成による運行が可能となっている。また、これらの車両はグリム兄弟と縁が深いヘッセン州北部を走行する事から「白雪姫（Schneewittchen）」「幸せハンス（Hans im Glück）」などグリム童話にちなんだ愛称が付けられている。

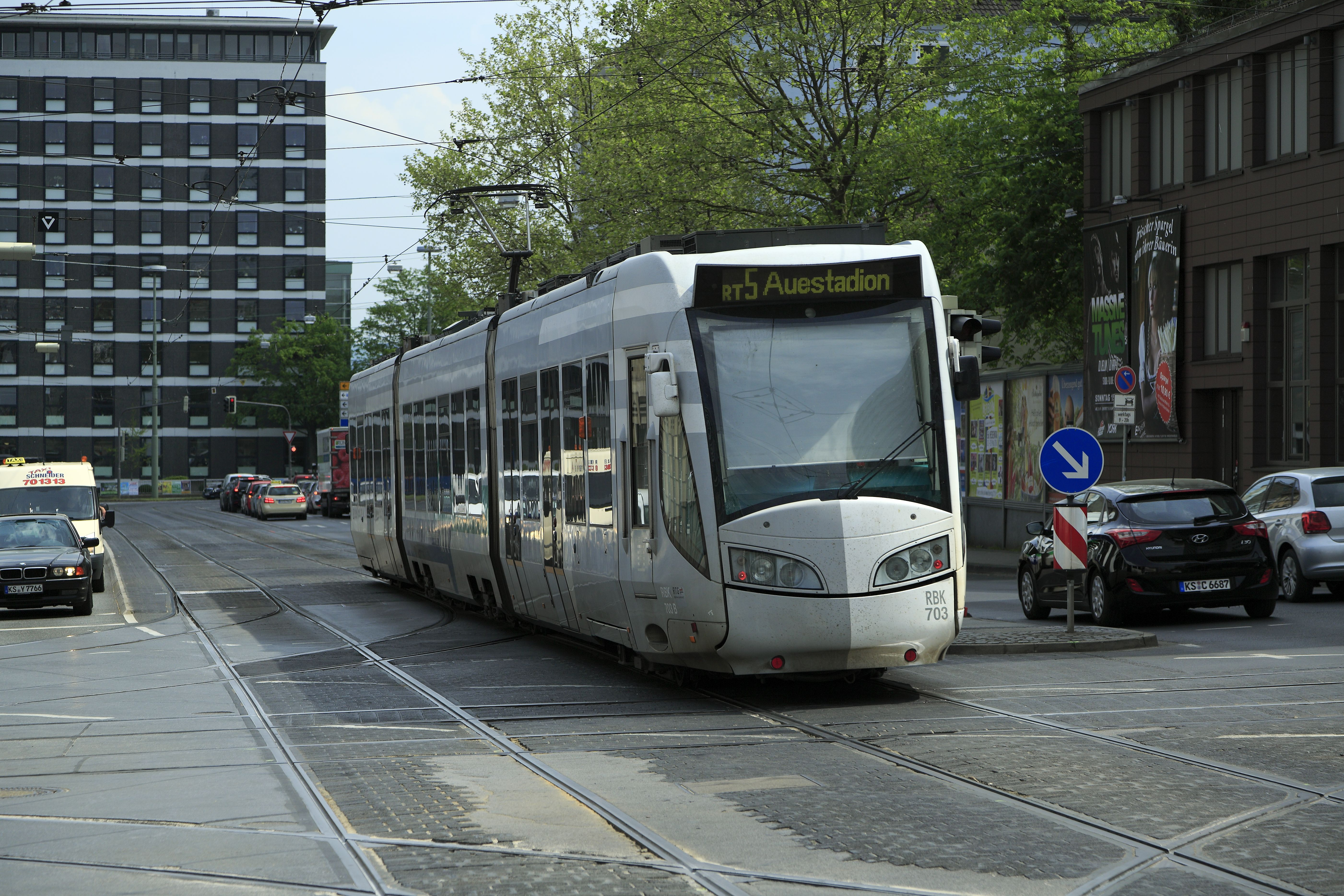
カッセル市内の路面電車（カッセル市電）区間を走行するレギオシタディス（2016年撮影）
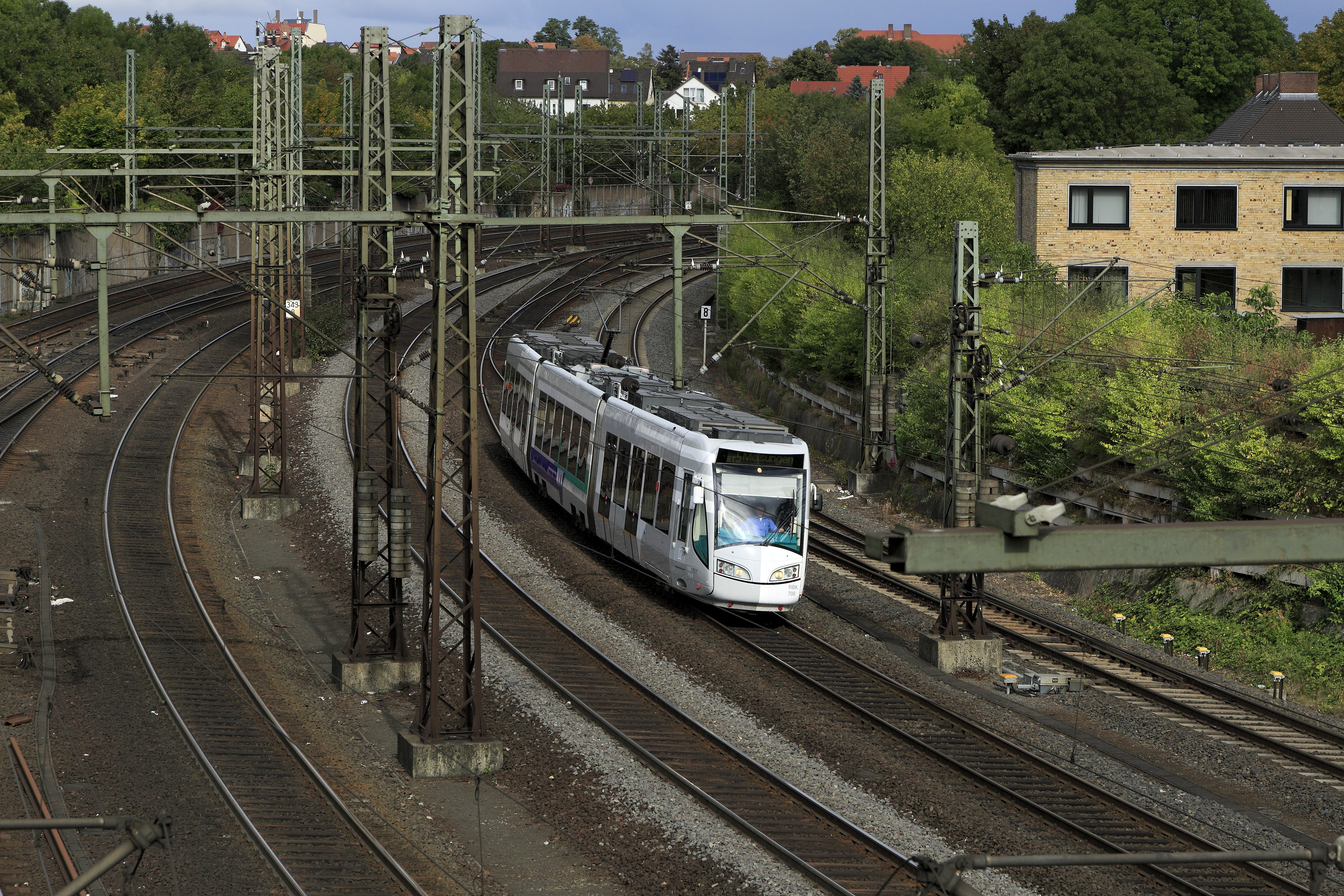
鉄道線の電化区間を走行するレギオシタディス（2016年撮影）
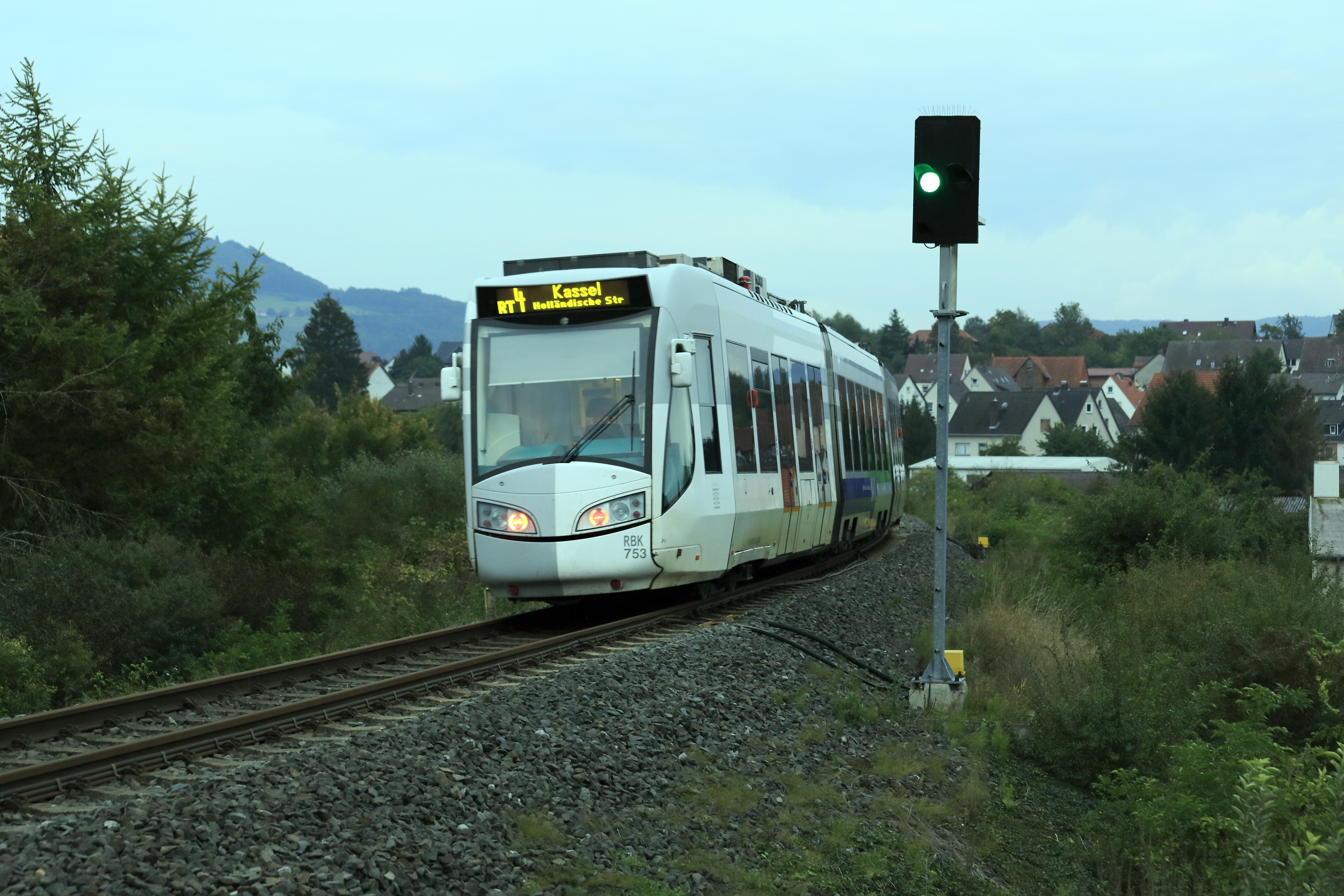
鉄道線の非電化区間を走行するレギオシタディス（2016年撮影）